# Renard R.31
Renard R.31 — бельгийский самолёт, ближний разведчик и самолёт связи. Сконструирован на фирме «Конструксьёнс эронотик Г.Ренар» под руководством Альфреда Ренара. Опытный R.31 впервые поднялся в воздух 16 октября 1932 года. Серийное производство началось в апреле 1934 года. Машина строилась на заводах Renard в Эвере и SABCA в Брюсселе. Всего изготовлено 35 экземпляров, включая опытный экземпляр. Выпуск прекращён в 1936 году. Самолёт состоял на вооружении ВВС Бельгии с конца 1934 года. В мае 1940 года R.31 принимали участие в обороне страны от вторжения немецких войск.
Самолёт представлял собой одномоторный двухместный подкосный моноплан схемы парасоль смешанной конструкции (металлический, но с полотняной обшивкой) с неубирающимся шасси. Вместо обычной системы подкосов на нём использовался нестандартный обтекаемый профилированный подкос; хороший обзор для пилота поверх крыла и под крыло обеспечивался за счёт регулируемого сиденья.